# Ludwig Kaas
Ludwig Kaas (Trier, 1881. május 23. – Róma, 1952. április 15.) német teológus és politikus, a két világháború közti időszakban a Centrumpárt elnöke és parlamenti képviselője. 1933-ban pártja támogatását adta a felhatalmazási törvény elfogadásához, elősegítve ezzel Hitler teljhatalmi törekvéseinek legitimálását. Még ugyanebben az évben jelentős része volt a Német Birodalom és a Szentszék közötti konkordátum előkészítésében.